# Aglauropsis edwardsii
Aglauropsis edwardsii is een hydroïdpoliep uit de familie Olindiasidae. De poliep komt uit het geslacht Aglauropsis. Aglauropsis edwardsii werd in 1991 voor het eerst wetenschappelijk beschreven door Pagès, Bouillon & Gili. 